# Región de Rangún
La región de Rangún o Yangón (en birmano: ရန်ကုန်တိုင်းဒေသကြီး; MLCTS, rankun tuing desa. kri, pronunciado /jàɴɡòʊɴ táɪɴ dèθa̰ dʑí/) anteriormente división de Rangún, es una región de Myanmar. Limita con la región de Bago al norte y al este, el golfo de Martaban al sur y la región de Ayeyarwady al oeste. La región está dominada por su ciudad capital, Rangún, la antigua capital nacional y la ciudad más grande del país. Otras ciudades importantes son Thanlyin y Twante. Es la región más desarrollada del país y la principal puerta de entrada internacional.

## Divisiones administrativas
La región de Rangún consta de 4 distritos y 44 municipios. De estos 44, la ciudad de Rangún abarca 33 municipios.
| Distrito oeste | Distrito este | Distrito sur                                                                              | Distrito norte                                                                                   |
| --- | --- | ----------------------------------------------------------------------------------------- | ------------------------------------------------------------------------------------------------ |
| - Ahlon - Bahan - Dagon - Hlaing - Kamayut - Kyauktada - Kyimyindaing - Lanmadaw - Latha - Mayangon - Pabedan - Sanchaung - Seikkan | - Botataung - Dagon Seikkan - Dawbon - Mingala Taungnyunt - Dagon Este - Dagon Norte - Dagon Sur - Okkalapa Norte - Pazundaung - Okkalapa Sur - Tamwe - Thaketa - Thingangyun - Yankin | - Dala - Kawhmu - Khayan - Kungyangon - Kyauktan - Seikkyi Kanaungto - Thanlyin - Thongwa | - Twante - Hlaingthaya - Hlegu - Hmawbi - Htantabin - Insein - Mingaladon - Shwepyitha - Taikkyi |

## Economía
La región de Rangún es la región más desarrollada del país. Según las estadísticas oficiales del gobierno para el año fiscal 2010-2011, el tamaño de la economía de la región de Rangún fue de 8,93 billones de kyats, o el 23% del PIB nacional. El Gran Rangún es el principal centro comercial del Bajo Myanmar para todo tipo de mercancías, desde alimentos básicos hasta autos usados. Bayinnaung Market es el centro mayorista más grande del país para arroz, frijoles y legumbres, y otros productos agrícolas. Gran parte de las importaciones y exportaciones legales del país pasan por el puerto Thilawa de Thanlyin, el puerto más grande y concurrido de Myanmar. Al menos 14 de las zonas industriales rodean Rangún, empleando a miles de trabajadores. Fuera del Gran Rangún, el cultivo del arroz sigue siendo predominante. Otros cultivos importantes incluyen yute, legumbres, caucho, caña de azúcar y maní.

## Demografía
Las etnias bamar, rakhine, karen y mon constituyen la mayoría de la población. La región también alberga a un gran número de chinos y del sur de Asia. La mayoría de los habitantes son budistas Theravada, seguidos de musulmanes, cristianos e hindúes. Según el informe del censo de 2014, la población de la región de Rangún es de 7.36 millones. El birmano es el idioma principal utilizado por los birmanos de todos los orígenes étnicos. El inglés es el segundo idioma principal entre la élite urbana de Rangún.

## Transporte
La región de Rangún tiene la mejor infraestructura de transporte del país. Todo el transporte hacia y desde el resto del país (y el mundo) pasa por Rangún. Cinco autopistas conectan Rangún con el resto del país. El Aeropuerto Internacional de Rangún es la principal puerta de entrada internacional al país. La estación central de trenes de Rangún es un centro importante del sistema de ferrocarriles de Birmania con 5.068 kilómetros. El canal de Twante, que une Rangún con la región de Ayeyarwady, también se usa ampliamente tanto para el transporte como para el comercio.
Como el transporte motorizado es muy costoso para la mayoría de las personas, los autobuses son el principal medio de transporte dentro de la región o regiones cercanas. En enero de 2008, la región de Rangún tenía casi 182,000 vehículos de motor, el 17.7% del total del país.